# Cantonul Belin-Béliet
Cantonul Belin-Béliet este un canton din arondismentul Arcachon, departamentul Gironde, regiunea Aquitania, Franța.

## Comune
- Le Barp
- Belin-Béliet (reședință)
- Lugos
- Saint-Magne
- Salles